# Den sorte celle
Den sorte celle er en dansk kortfilm fra 2003, der er instrueret af Anders Jensen efter manuskript af ham selv og Nicolai Schultz.

## Handling
Denne artikel mangler et handlingsreferat. Hjælp os med at skrive det.

## Medvirkende
- Mikkel Raahede - Mark
- Peter Meindor - Erik
- Stine Kirkegård - Pernille
- Kim Sønderholm - Michael
- Andreas Nilsson - Dr. Merkwuerdichliebe
- Andreas Brasch - Retsmediciner
- Rasmus Fraes - Retsmediciner
- Kenneth Petersen - Politibetjent
- Anders Jensen - Politibetjent